# Международный аэропорт имени Мошвешве I
Международный аэропорт имени Мошвешве I (англ. Moshoeshoe I International Airport) — международный аэропорт, обслуживающий Масеру, столицу Лесото. Назван в честь Мошвешве I, короля Лесото с 1822 по 1870 год. Аэропорт расположен в городе Мазенод, в 18 км к юго-востоку от центра города Масеру.

## Характеристика
Аэропорт находится на высоте 1630 м над средним уровнем моря. Имеет две асфальтированные взлетно-посадочные полосы: 04/22 размером 3200 на 45 метров и 11/29 размером 1010 на 23 метра.